# Clement A. Trott

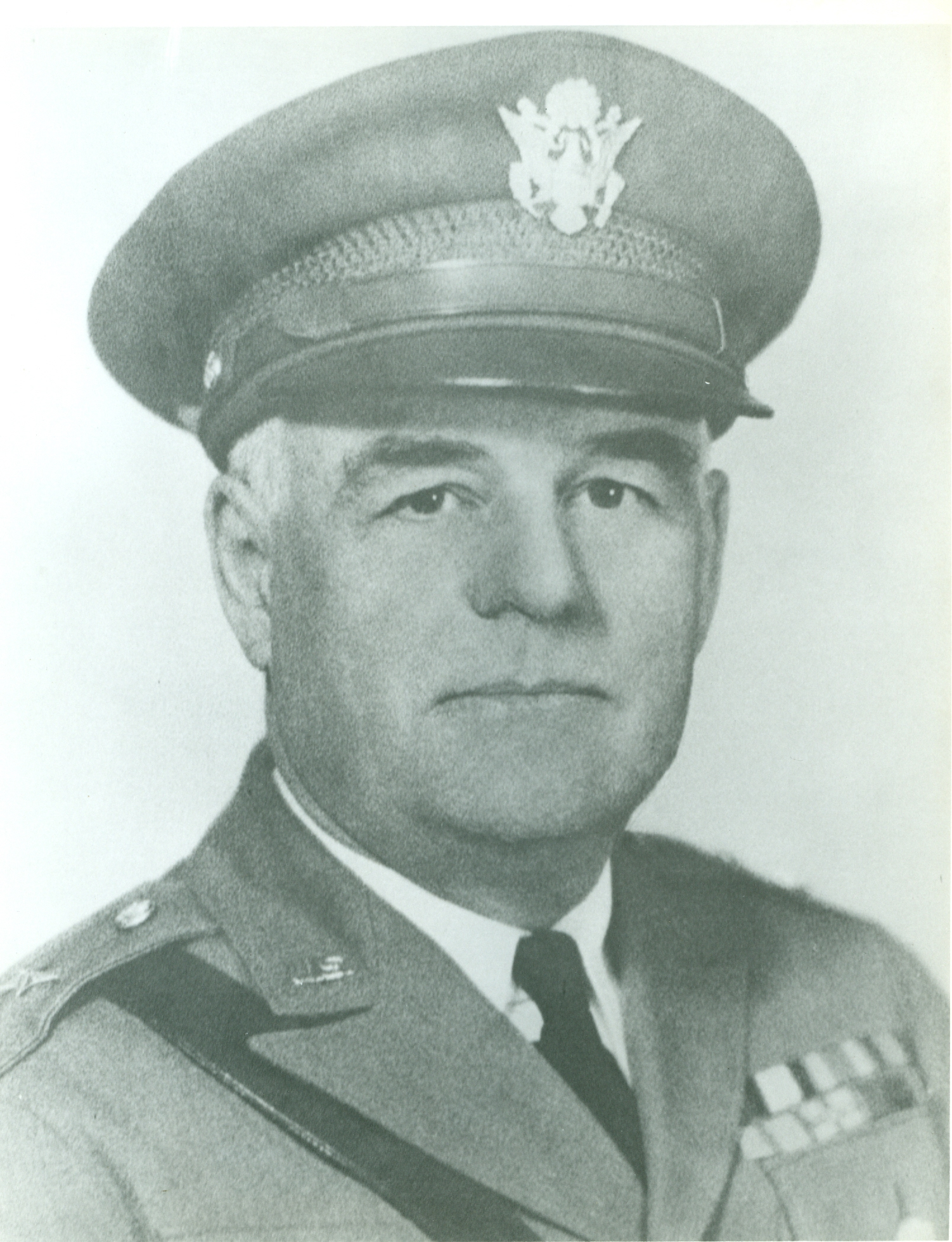
Clement A. Trott

Clement Augustus Trott (* 14. Dezember 1877 in Milwaukee, Wisconsin; † 14. April 1950 in Geneva, Illinois) war ein Generalmajor der United States Army. Er war unter anderem Kommandeur der 6. Infanteriedivision.

## Leben
Clement Trott war ein Sohn des deutschstämmigen August von Trott (1844–1912) und dessen Frau Anna von Trott (1843–1883). Er wuchs im Umfeld deutscher Immigranten in Wisconsin auf, wo er die öffentlichen Schulen einschließlich der High School besuchte. In den Jahren 1895 bis 1899 absolvierte er die United States Military Academy in West Point. Nach seiner Graduation wurde er als Leutnant der Infanterie zugeteilt. In der Armee durchlief er anschließend alle Offiziersränge vom Leutnant bis zum Zwei-Sterne-General. Im Lauf seiner militärischen Karriere absolvierte Trott verschiedene Kurse und Schulungen. Dazu gehörten unter anderem die Infantry and Cavalry School, das Command and General Staff College und das United States Army War College.
In seinen jüngeren Jahren absolvierte er den für Offiziere in den niederen Rangstufen üblichen Dienst in unterschiedlichen Einheiten und Standorten. Dazu gehörten auch Aufgaben als Stabsoffizier in verschiedenen Hauptquartieren. Im Verlauf seiner militärischen Karriere kommandierte er Einheiten auf fast allen Ebenen bis hin zum Divisionskommandeur.
Zwischen März 1899 und Mai 1900 war er in Camp Bacon in Minnesota stationiert. Anschließend wurde er zunächst ins Arizona-Territorium, dann nach Fort Logan in Colorado und schließlich zum Fort Sheridan in Illinois versetzt. Daran schloss sich eine Versetzung auf die Philippinen an, wo er in den Jahren 1901 bis 1903 am Philippinisch-Amerikanischen Krieg teilnahm.
Nach seiner Heimkehr absolvierte er die Infantry and Cavalry School. In den Jahren 1906 bis 1910 war Trott, inzwischen im Rang eines Hauptmanns, Dozent an der juristischen Fakultät der Militärakademie in West Point. Es folgte eine bis zum Jahr 1912 andauernde Versetzung zum 5. Infanterieregiment im Bundesstaat New York. Danach war er für einige Monate Dozent an der Army School of the Line in Fort Leavenworth.
Zwischen 1912 und 1915 diente Clement Trott im 8. Infanterieregiment, was ihn erneut auf die Philippinen führte. Danach war er für einige Zeit im Presidio bei San Francisco beim 24. Infanterieregiment stationiert. Im Jahr 1916 nahm er an der Mexikanischen Expedition teil. Ende 1916 wurde er Dozent für Militärwissenschaft und Taktik an der University of Illinois. Diesen Posten bekleidete er bis zum 15. Mai 1917. An diesem Tag wurde er zum Major befördert und als Bataillonskommandeur nach Fort Sheridan versetzt. Diese Ereignisse erfolgten kurz nach dem amerikanischen Eintritt in den Ersten Weltkrieg.
Im Dezember 1917 wurde er nach Frankreich versetzt, wo er zunächst der 21. Britischen Infanteriedivision als Militärbeobachter zugeteilt wurde. Wenige Wochen später wurde er den American Expeditionary Forces unterstellt. In der Folge absolvierte er einen Stabsoffizierskurs bei dieser Expeditionsarmee. Danach unterrichtete er selbst an dieser Schule. Später war er Stabschef bei der 83. und dann bei der 5. Infanteriedivision. Damit war er unter anderem an der Schlacht von St. Mihiel und der Maas-Argonnen-Offensive beteiligt. Nach dem Waffenstillstand vom November 1918 blieb Trott bis Juli 1919 im inzwischen befreiten Luxemburg.
Nach seiner Rückkehr studierte er bis 1920 am Command and General Staff College. In der Folge kommandierte er als Oberstleutnant bis Ende Januar 1921 das 54. Infanterieregiment in Camp Grant in Illinois. Anschließend gehörte er in Washington, D.C. bis 1924, nunmehr als Oberst, dem Stab des Kommandeurs der US-Infanterie in der Abteilung für Manöver an (Training Section, Office of the Chief of Infantry). Es folgte eine Versetzung nach Governors Island in New York City, wo er von 1924 bis 1926 Verbindungsoffizier zur Reservistenorganisation 2nd Corps Area war. Anschließend kommandierte Trott von 1926 bis 1930 das 17. Infanterieregiment in Fort Crook in Nebraska.
Die folgenden vier Jahre bis zum August 1934 war Clement Trott Stabschef bei der 94. Infanteriedivision. Ab Juli 1933 kommandierte er parallel zu seinen Aufgaben als Stabschef den 6th Civil Conservation Corps District. Danach hatte er bis zum 30. August das Kommando über das 20. Infanterieregiment. Am 1. September 1935 erreichte er mit seiner Beförderung zum Brigadegeneral die Generalsränge. In den folgenden Jahren kommandierte er nacheinander die 6. Infanteriebrigade samt dem Militärstützpunkt Fort Douglas in Utah (bis Januar 1936), die 18. Infanteriebrigade (bis September 1937), die 22. Infanteriebrigade auf Hawaii (bis Juni 1939) und die 16. Infanteriebrigade samt dem Militärstützpunkt Fort George G. Meade (bis Oktober 1939).
Zwischen Oktober 1939 und Oktober 1940 hatte er den Oberbefehl über die 6. Infanteriedivision, die damals gerade erst reaktiviert wurde. Es folgte seine letzte Versetzung diesmal zum Fort Hayes in Columbus in Ohio, wo er zwischen November 1940 und September 1941 die 5th Corps Area kommandierte. Wenig später schied er altersbedingt aus dem aktiven Militärdienst aus. Am Zweiten Weltkrieg nahm er nicht mehr teil.
Clement Trott verbrachte seinen Lebensabend in Geneva in Illinois, wo er unter anderem Golf spielte. Er starb am 14. April 1950 und wurde auf dem Oak Hill Cemetery in Geneva beigesetzt.

## Orden und Auszeichnungen
Clement Trott erhielt im Lauf seiner militärischen Laufbahn unter anderem folgende Auszeichnungen:
- Army Distinguished Service Medal
- Silver Star
- Legion of Merit
- Kriegskreuz (Frankreich)